# Got to Believe
Got to Believe é uma telenovela filipina exibida pela ABS-CBN em 2013, estrelado por Kathryn Bernardo e Daniel Padilla.

## Elenco

### Elenco principal
- Kathryn Bernardo como Chichay Tampipi
- Daniel Padilla como Joaquin Manansala
- Manilyn Reynes como Betchay Tampipi
- Ian Veneracion como Jaime Manansala
- Benjie Paras como Chito Tampipi
- Carmina Villaroel como Julianna San Juan-Manansala

### Coadjuvantes
- Joonee Gamboa como Isko
- Al Tantay como Mang Poro
- Irma Adlawan como Yaya Puring
- Lou Veloso
- Chinggoy Alonzo como Ronaldo San Juan
- Janice Jurado
- Nina Ricci Alagao
- Minnie Aguilar
- Hyubs Azarcon
- Ping Medina como Asiong
- Cecil Paz como Fifi
- Darwin "Hap Rice" Tolentino como Nanoy Dimalanta
- Kristel Fulgar

### Participações especiais
- Kyle Banzon como Joaquin Manansala (jovem)
- Bianca Bentulan como Chichay Tampipi (jovem)